# HD 165493
Désignations
HD 165493 est une étoile double de la constellation de l'Autel. À partir de 2011, les deux composants ont une séparation angulaire de 4" le long d'un angle de position de 257°.